# Elaver carlota
Elaver carlota är en spindelart som först beskrevs av Bryant 1940.  Elaver carlota ingår i släktet Elaver och familjen säckspindlar.
Artens utbredningsområde är Kuba. Inga underarter finns listade i Catalogue of Life.